# (6995) Minoyama
(6995) Minoyama (1996 BZ1) – planetoida z pasa głównego asteroid okrążająca Słońce w ciągu 4,03 lat w średniej odległości 2,53 j.a. Odkryta 24 stycznia 1996 roku.